# Iolco
Iolco (nota anche come Jolco, Iolkos o Iolcus, in greco Ἰωλκός?, Iōlkòs) era un'antica città della Tessaglia, nella Grecia centro-orientale (vicino alla moderna città di Volos).

## Geografia
La città attuale è stata comune autonomo fino al gennaio 2011, quando è stato soppresso a seguito della riforma amministrativa detta piano Callicrate ed è ora compreso nel comune di Volos.
Con un'area di soli 1,981 km² era il tredicesimo più piccolo comune della Grecia e il più piccolo se non vengono considerati i sobborghi di Atene e Tessalonica. Il comune era diviso in tre distretti comunali, con una popolazione totale di 2 071 abitanti. Il distretto di Ágios Onoúfrios (506 abitanti) ha un'area di 0200 km², ed è il più piccolo distretto comunale di tutta la Grecia. La sede comunale era il villaggio di Áno Vólos (529 abitanti). Il piccolo insediamento di Anakasia (933 abitanti) era il centro del comune di Iolco. Anakasia possiede una scuola, un liceo, banche, un ufficio postale e una piazza.

## Storia
Secondo la mitologia greca, Iolco fu fondata da Creteo figlio di Eolo e di Enareta. Da sua moglie Tiro ebbe tre figli: Esone, Fere e Amitaone. Tiro ebbe anche una relazione con il dio Poseidone dal quale nacquero due figli, Pelia e Neleo. Esone era il legittimo erede al trono, ma fu usurpato dal fratellastro Pelia. Fu proprio Pelia che spedì il figlio di Esone, Giasone, e i suoi Argonauti, alla ricerca del vello d'oro.
Il luogo delle antiche rovine di Iolco si crede sia situato vicino al villaggio di Dimini, dove recentemente è stato portato alla luce un palazzo dell'epoca micenea. Nei pressi di Iolco si trova la città di Magnesia, teatro nel 352 a.C. di una famosa battaglia combattuta tra Filippo II di Macedonia e i Focesi di Onomarco.